# Saison 17 d'American Dad!
Chronologie
Saison 16 Saison 18
La dix-septième saison d'American Dad! est diffusée pour la première fois aux États-Unis sur la chaîne TBS entre le 13 avril 2020 et le 21 décembre 2020,,,.

En France, elle a été diffusée pour la première fois à la télévision sur MCM.

## Épisodes
| № | #  | Titre                                                                | Réalisation                 | Scénario                               | Première diffusion | Code de prod. | Audience |
| --- | -- | -------------------------------------------------------------------- | --------------------------- | -------------------------------------- | ------------------ | ------------- | -------- |
| 277 | 1  | La fête du crétin 100 Years a Solid Fool                             | Shawn Murray                | Charles Suozzi                         | 13 avril 2020      | EAJN01        | 0,69     |
| En Colombie, Stan passe depuis vingt ans pour l'idiot de service. Le responsable de cette humiliation est Roger, sous l'identité de El Narco.                    |    |                                                                      |                             |                                        |                    |               |          |
| 278 | 2  | Le centre-ville Downtown                                             | Chris Bennett               | Nic Wegener Joe Chandler               | 20 avril 2020      | DAJN21        | 0,68     |
| Steve doit se rendre au centre-ville. Craignant ce quartier, il demande à Hayley de l'accompagner mais tous les deux tombent en panne en banlieue.               |    |                                                                      |                             |                                        |                    |               |          |
| 279 | 3  | Cabaret chevaleresque Cheek to Cheek: A Stripper's Story             | Josue Cervantes             | Charles Suozzi                         | 27 avril 2020      | DAJN22        | 0,67     |
| Roger incarne Jesse, un stripteaseur qui veut remettre au goût du jour le Cabaret chevaleresque. Il se fait seconder par Jeff pour ouvrir son propre club.       |    |                                                                      |                             |                                        |                    |               |          |
| 280 | 4  | La naissance d'un starboy A Starboy Is Born                          | Chris Bennett               | Joel Hurwitz Abel "The Weeknd" Tesfaye | 4 mai 2020         | EAJN15        | 0,65     |
| Roger rejette systématiquement les règles que lui impose Stan. Pour s'imposer enfin, Stan kidnappe The Weeknd, le chanteur préféré de la famille.                |    |                                                                      |                             |                                        |                    |               |          |
| 281 | 5  | Le sevrage Tapped Out                                                | Rodney Clouden              | Nicole Shabtai                         | 11 mai 2020        | EAJN02        | 0,63     |
| Alors qu'il vient de décrocher le premier rôle dans une pièce de théâtre, Steve découvre avec surprise que sa mère lui donne toujours du lait maternel.          |    |                                                                      |                             |                                        |                    |               |          |
| 282 | 6  | Apocalypse nucléaire Brave N00b World                                | Jansen Yee                  | Joel Hurwitz                           | 18 mai 2020        | EAJN03        | 0,60     |
| Stan doit se faire passer pour un joueur de jeux vidéo afin d'approcher un général nord-coréen qu'il doit assassiner. Il demande à Steve de l'aider.             |    |                                                                      |                             |                                        |                    |               |          |
| 283 | 7  | Dans les bois Into the Woods                                         | Joe Daniello                | Sam Brenner                            | 25 mai 2020        | EAJN04        | 0,66     |
| Stan veut aider un ancien camarade de classe dont il pense avoir ruiné la vie avant de réaliser que c'est lui qui a raté sa vie et de s'enfuir dans les bois.    |    |                                                                      |                             |                                        |                    |               |          |
| 284 | 8  | Un poisson, deux poissons One Fish, Two Fish                         | Tim Parsons Jennifer Graves | Tim Saccardo                           | 1er juin 2020      | EAJN06        | 0,63     |
| Piégée par ses mensonges, Hayley veut montrer qu'elle aide des animaux et tente d'obtenir la nationalité américaine pour Klaus. Son projet échoue.               |    |                                                                      |                             |                                        |                    |               |          |
| 285 | 9  | Cadavre exquis Exquisite Corpses                                     | Chris Bennett               | Brett Cawley Robert Maitia             | 8 juin 2020        | EAJN07        | 0,63     |
| Jeff, Francine et Roger se lancent sur les traces d'un tueur en série qui sévit à Langley Falls. Ils finissent capturés par l'individu qu'ils chassaient.        |    |                                                                      |                             |                                        |                    |               |          |
| 286 | 10 | Femme trophée, Vie de trophée Trophy Wife, Trophy Life               | Shaun Murray                | Sasha Stroman                          | 15 juin 2020       | EAJN10        | 0,60     |
| Francine souhaite que Stan ait à nouveau tout le temps besoin d'elle. Un satellite tombé du ciel sur la tête de son mari l'aide à réaliser son vœu.              |    |                                                                      |                             |                                        |                    |               |          |
| 287 | 11 | La soirée jeux Game Night                                            | Rodney Clouden              | Zach Rosenblatt                        | 22 juin 2020       | EAJN09        | 0,63     |
| Bullock invite ses agents à essayer son nouveau labyrinthe. Stan, lassé des soirées jeu en famille, se risque dans le dédale pour prouver qu'il est le meilleur. |    |                                                                      |                             |                                        |                    |               |          |
| 288 | 12 | Expérience carcérale American Data?                                  | Jansen Yee                  | Paul Stroud                            | 29 juin 2020       | EAJN11        | 0,68     |
| Steve et ses amis participent, pour se faire un peu d'argent, à une expérience sociale grandeur nature. Il s'agit d'étudier le comportement de prisonniers.      |    |                                                                      |                             |                                        |                    |               |          |
| 289 | 13 | La bande à Sllort Salute Your Sllort                                 | Joe Daniello                | Parker Deay                            | 6 juillet 2020     | EAJN12        | 0,64     |
| Steve et ses amis se lient d'amitié avec une magnifique étudiante suédoise nommée Sllort.                                                                        |    |                                                                      |                             |                                        |                    |               |          |
| 290 | 14 | Papa fantôme Ghost Dad                                               | Pam Cooke                   | Soren Bowie                            | 13 juillet 2020    | EAJN13        | 0,59     |
| Roger fait semblant de communiquer avec les esprits. |    |                                                                      |                             |                                        |                    |               |          |
| 291 | 15 | Les boyz de Klaus Men II Boyz                                        | Tim Parsons Jennifer Graves | Alisha Ketry                           | 20 juillet 2020    | EAJN14        | 0,61     |
| Klaus, Stan, Roger et Jeff se rapprochent lors de l'enterrement de vie de garçon de Klaus.                                                                       |    |                                                                      |                             |                                        |                    |               |          |
| 292 | 16 | Les joies de la Campagne First, Do No Farm                           | Josue Cervantes             | Jeff Kauffmann                         | 27 juillet 2020    | EAJN16        | 0,5      |
| Stan construit une ferme. |    |                                                                      |                             |                                        |                    |               |          |
| 293 | 17 | Roger a besoin de Dick Roger Needs Dick                              | Pam Cooke Valerie Fletcher  | Joe Chandler Nic Wegener               | 3 août 2020        | EAJN05        | 0,64     |
| Quand un des personnages de Roger tombe amoureux de Dick, toute la famille est affectée.                                                                         |    |                                                                      |                             |                                        |                    |               |          |
| 294 | 18 | Le vieux pays The Old Country                                        | Shawn Murray                | Tim Saccardo                           | 10 août 2020       | EAJN17        | 0,51     |
| Steve veut en savoir plus sur Ies origines de Ia famille Smith.                                                                                                  |    |                                                                      |                             |                                        |                    |               |          |
| 295 | 19 | Hayley, femme d'affaires Businessly Brunette                         | Rodney Clouden              | Zack Rosenblatt                        | 17 août 2020       | EAJN18        | 0,52     |
| Hayley devient une femme d' affaires. |    |                                                                      |                             |                                        |                    |               |          |
| 296 | 20 | La chair de poule The Chilly Thrillies                               | Jansen Yee                  | Laura Beason                           | 24 août 2020       | EAJN19        | 0,61     |
| Francine veut que Roger arrête de parler, mais elle réalise qu'elle aime ses murmures.                                                                           |    |                                                                      |                             |                                        |                    |               |          |
| 297 | 21 | Le peuple du lac Dammmm, Stan!                                       | Joe Daniello                | Parker Deay                            | 31 août 2020       | EAJN20        | 0,48     |
| Stan et Francine s'essaient à la pèche à la mouche. |    |                                                                      |                             |                                        |                    |               |          |
| 298 | 22 | Le dernier voyage du Rambler The Last Ride of the Dodge City Rambler | Pam Cooke                   | Charles Suozzi                         | 7 septembre 2020   | EAJN21        | 0,59     |
| La famille fait un voyage à bord d'un train à vapeur qui se fait détourner.                                                                                      |    |                                                                      |                             |                                        |                    |               |          |
| 299 | 23 | Une famille en or massif 300                                         | Tim Parsons Jennifer Graves | Joe Chandler Nic Wegener               | 14 septembre 2020  | EAJN22        | 0,57     |
| Dans ce 300e épisode, la saga de la crotte d'or touche à sa fin.                                                                                                 |    |                                                                      |                             |                                        |                    |               |          |
| 300 | 24 | Un Noël sans fin Yule. Tide. Repeat.                                 | Josue Cervantes             | Jeff Kauffmann                         | 21 décembre 2020   | EAJN08        | 0,55     |
| Les Smith se rendent au centre commercial pour admirer un sapin de Noël.                                                                                         |    |                                                                      |                             |                                        |                    |               |          |